# Analyse locale
En mathématiques, le terme analyse locale possède au moins deux sens, tous deux dérivés de l'idée d'examiner un problème relatif à chaque nombre premier p d'abord, puis d'essayer d'intégrer l'information gagnée sur chaque nombre premier dans un tableau global.

## Théorie des groupes
En théorie des groupes, l'analyse locale a débuté par les théorèmes de Sylow, qui contiennent une information significative sur la structure d'un groupe fini G pour chaque nombre premier p divisant l'ordre de G. Ce domaine d'étude fut énormément développé dans la quête de la classification des groupes simples finis, démarrant avec le théorème de Feit-Thompson, selon lequel tout groupe fini d'ordre impair est résoluble.

## Théorie des nombres
En théorie des nombres, on peut étudier une équation diophantienne, par exemple, modulo p pour tous les nombres premiers p, recherchant des contraintes sur les solutions. L'étape suivante est l'examen modulo des puissances premières, et enfin, des solutions dans le corps p-adique. Cette sorte d'analyse locale fournit des conditions qui sont nécessaires pour les solutions. Dans les cas où l'analyse locale (plus la condition qu'il existe des solutions réelles) fournit aussi des conditions suffisantes, on dit que le principe de Hasse est valable : c'est la meilleure situation possible. C'est le cas pour les formes quadratiques, mais certainement pas en général (par exemple pour les courbes elliptiques). Le point de vue qu'on voudrait comprendre quelles conditions supplémentaires seraient nécessaires a été très influent, par exemple pour les formes cubiques.
Certaines formes d'analyse locale sont à la base des applications standards de la méthode du cercle de Hardy et Littlewood en théorie analytique des nombres, et de l'usage des anneaux adéliques, faisant de celui-ci un des principes unificateurs à travers la théorie des nombres.